# 유라정
유라정(일본어: 由良町)은 일본 와카야마현 중앙부에 있는 히다카군의 정이다.

## 지리
정 전체는 동서로 퍼져 있고 동쪽은 산지, 서쪽은 기이 수도와 접한다. 정 서부에는 현립공원인 시라사키 해안이 있어 석회암으로 이루어진 환상적인 풍경이 펼쳐져 있다.

## 역사
- 1889년 4월 1일 - 정촌제 시행과 함께 현재의 유라정을 형성하는 유라촌, 에나촌, 시라사키촌이 성립하였다.
- 1947년 10월 15일 - 유라촌이 정으로 승격해 유라정이 되었다.
- 1955년 1월 1일 - 유라정, 에나촌, 시라사키촌이 합병해 유라정이 되었다.

## 교통

### 철도
- 서일본 여객철도 기세이 본선
  - (히다카군 히다카정) - 기이유라역 - (아리다군 히로가와정)

### 도로
- 국도 42호선